# Ötzi
Ötzi ( [ˈœtsi]IPA také zvaný ledovcový muž nebo ledový muž, či Homo tyrolensis) je přezdívka daná dobře zachovalé přírodní mumii člověka, který žil v období mezi roky 3400 až 3100 př. n. l. Mumie byla nalezena v září 1991 v Ötztalských Alpách, odtud přezdívka „Ötzi“, v blízkosti hor Similaun a Hauslabjoch na hranici mezi Rakouskem a Itálií. Je nejstarší známou evropskou přirozenou lidskou mumií a nabízí nebývalý pohled na Evropany doby měděné. Jeho tělo a předměty jsou vystaveny v Jihotyrolském archeologickém muzeu v Bolzanu (Jižní Tyrolsko, Itálie).
Ötzi byl okolo 160 cm vysoký, vážil asi 50 kg a jeho věk v době smrti se odhaduje na 45 let. Spolu s mumií byly nalezeny i zbytky jeho oděvu, bot a výbavy. Tu tvoří měděná sekera s tisovým topůrkem, pazourková dýka s jasanovou rukojetí, toulce se šípy s pazourkovými hroty a nedodělaný luk. Zajímavý byl také nález kousku pyritu a zápalné hubky v jeho opasku. Ötziho oblečení bylo důmyslně zpracované. Měl na sobě plášť vyrobený z tkané trávy a kabát, opasek, pár přiléhavých kalhot („indiánského“ legínového typu, tedy v podobě dvou oddělených nohavic), bederní roušku a boty, to vše z usní z různých kůží a kožešin. Také nosil čepici z medvědí kožešiny s koženým řemínkem. Boty byly zateplené a široké, podle všeho určené pro chůzi přes sníh (nebyly ovšem vodotěsné).
V době nálezu vážila Ötziho mumie 13,75 kg. Jeho tělo, oblečení a nalezená výbava byly intenzivně zkoumány hned po objevu na Univerzitě v Innsbrucku, ačkoliv vše bylo nalezeno na italském území. V roce 2012 byla vydána zpráva, že celý jeho genom byl sekvencován. Výzkum probíhá až do současnosti. Před smrtí jedl maso z kozorožce a z jelena a bylinkový chleba. Obě masa jedl s obilím, s kořínky a s ovocem.
Zpočátku se věřilo, že Ötzi zemřel na podchlazení během zimní bouře. Následné výzkumy ukázaly, že měl v době úmrtí v levém rameni uvízlý hrot šípu. Detailní prohlídka těla našla podlitiny a řezy na rukou, zápěstí a hrudníku a mozkové poranění svědčící o úderu do hlavy. Předpokládá se, že Ötzi vykrvácel poté, co šíp rozbil lopatku a poškodil velké cévy.
Již v roce 1992 vyšel o Ötzim dobrodružný román Muž z ledovce, bylo o něm natočeno několik filmů, poslední v roce 2019.

## Objevení
Ötzi byl nalezen dne 19. září 1991 dvěma německými turisty v nadmořské výšce 3210 metrů na východním hřebeni hory Fineilspitze v Ötztalských Alpách na rakousko-italské hranici. Dva turisté, Helmut a Erika Simonovi, sešli z cesty mezi horskými sedly Hauslabjoch a Tisenjoch. Mysleli si, že tělo patří nedávno zesnulému horolezci. Druhý den se horský četník a správce nedaleké chaty Similaunhütte nejprve pokoušeli vytáhnout tělo, které bylo přimrzlé pod trupem v ledu, za použití sbíječky a cepínů, ale práce museli vzdát kvůli špatnému počasí. Další den místo navštívilo osm skupin, mezi nimiž byli shodou okolností i slavní horolezci Hans Kammerlander a Reinhold Messner. Tělo bylo polooficiálně vytaženo dne 22. září a oficiálně zachráněno následující den. Spolu s dalšími nalezenými předměty bylo převezeno do kanceláře soudního lékaře v Innsbrucku. Dne 24. září byl nález zkoumán archeologem Konradem Spindlerem z Univerzity Innsbruck. Archeolog datoval nález jako „asi 4000 roků starý“, když vycházel z typologie sekery, která byla mezi zachráněnými předměty.

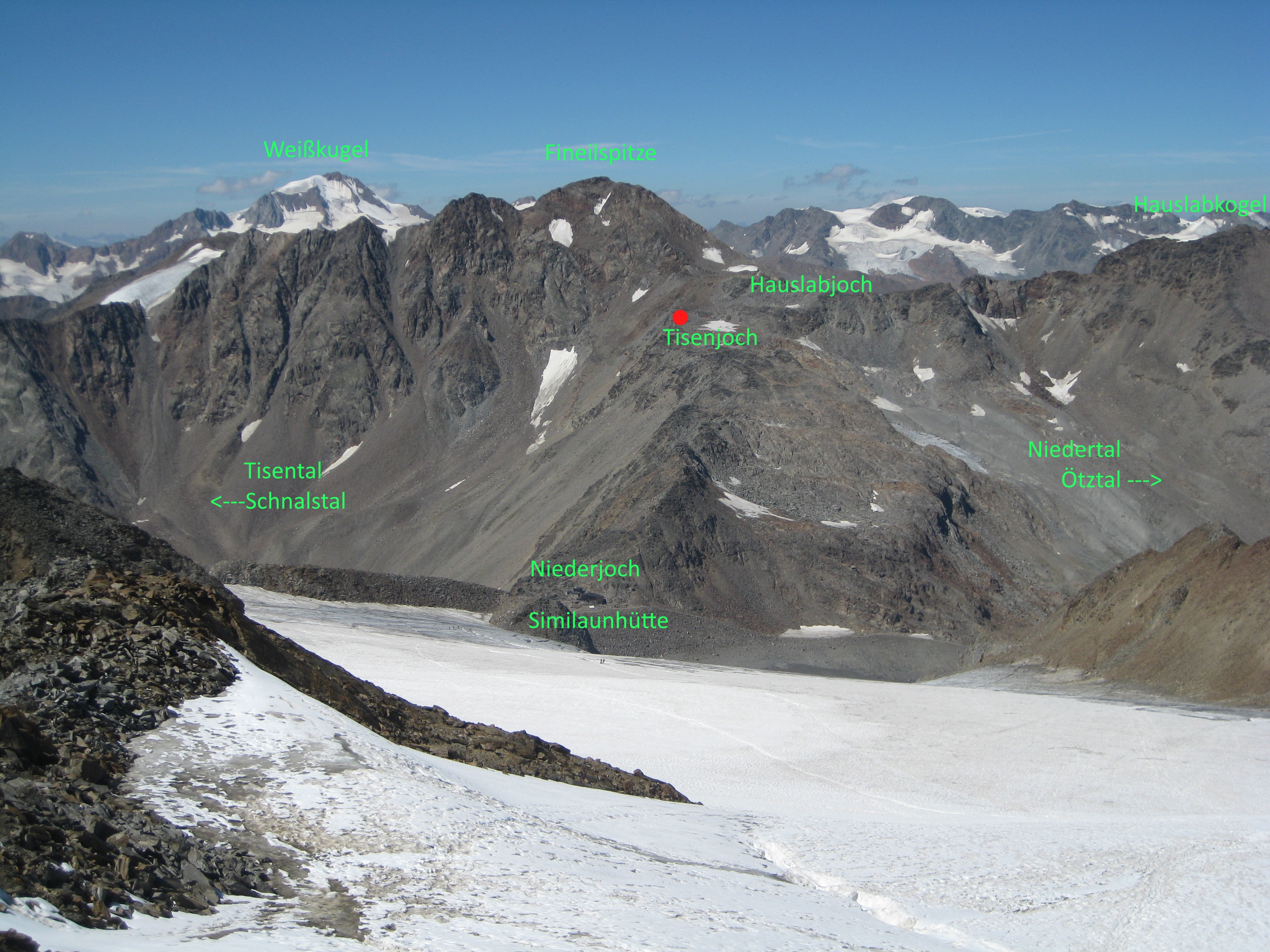
Místo nálezu (červený puntík)

V Saintgermainské smlouvě z roku 1919 byla hranice mezi Severním a Jižním Tyrolskem definována jako rozvodí řek Inn a Etsch. Nicméně v blízkosti sedla Tisenjoch (nyní již odtátý) ledovec v té době komplikoval určení rozvodí a hranice nebyla stanovena přesně. Průzkum z října 1991 ukázal, že se tělo nacházelo 92,56 metrů uvnitř italského území podle vymezení z roku 1919, a to přesto, že voda z onoho místa odtéká na rakouskou stranu. Provincie Jižní Tyrolsko se proto domáhala vlastnických práv, ale souhlasila, že nechá Univerzitu Innsbruck dokončit vědecká vyšetření. Od roku 1998 je Ötzi vystaven v Jihotyrolském archeologickém muzeum v Bolzanu, hlavním městě Jižního Tyrolska.

## Vědecké analýzy
Tělo bylo intenzivně zkoumáno, měřeno, rentgenováno a datováno. Do nejmenšího detailu se zkoumaly jeho tkáně a obsah střev, stejně jako předměty nalezené spolu s tělem. V srpnu 2004 byla na hoře Punta San Matteo v Trentinu nalezena zmrzlá těla tří rakousko-uherských vojáků zabitých během bitvy o San Matteo (1918). Jedno tělo bylo odesláno do muzea v naději, že výzkum o tom, jaký vliv má prostředí na jeho zachování, by pomohl rozluštit Ötziho minulost.[nenalezeno v uvedeném zdroji]

### Tělo

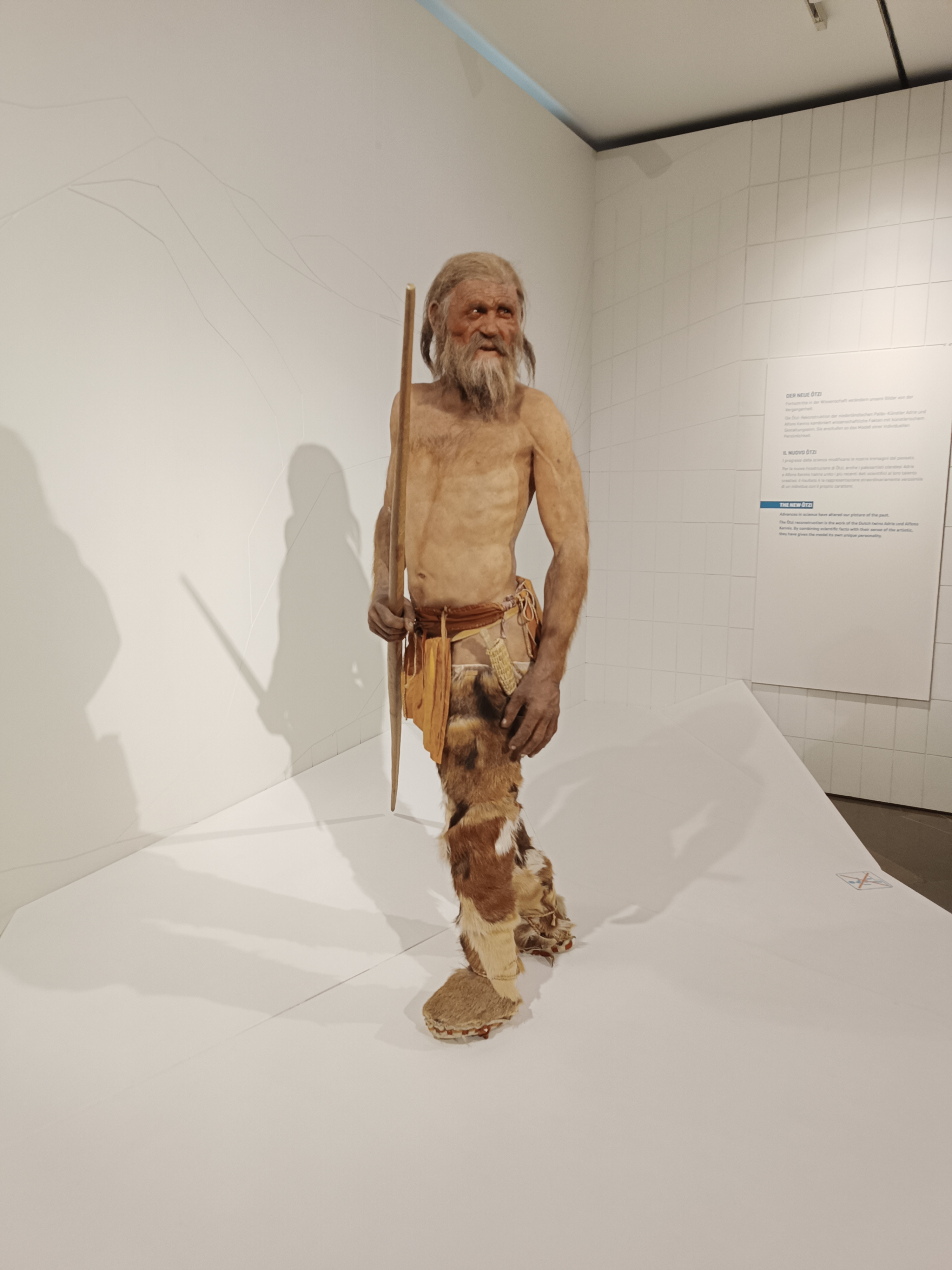
Rekonstrukce Ötziho vzhledu

Ötzi žil v době mezi roky 3400 až 3100 př. n. l., přesněji mezi lety 3359 až 3105 př. n. l., s 66% pravděpodobností zemřel mezi lety 3239 až 3105 př. n. l. Podle současných odhadů byl Ötzi v době své smrti 159 až 165 cm vysoký (přesnou výšku nelze určit), vážil kolem 50 kg a bylo mu asi 45 let. V době nálezu vážilo tělo 13,75 kg. Velikost jeho nohy byla 38. Vzhledem k tomu, že jeho tělo bylo krátce po smrti zakryto ledem, bylo jen částečně rozloženo. Analýza pylu, prachových zrn a izotopového složení jeho zubní skloviny naznačuje, že své dětství strávil poblíž dnešní obce Feldthurns, severně od Bolzana, ale později se přestěhoval do údolí asi 50 kilometrů dál na sever.
Analýza Ötziho střevního obsahu ukázala dvě jídla, jedno z masa kozorožce a druhé z jelena a bylinkového chleba. Obě jedl s obilím, jakož i s kořínky a s ovocem. Zrno z obou jídel bylo z důkladně zpracovaných otrub z pšenice jednozrnky, dost možná konzumovaných ve formě chleba. V blízkosti těla, a tak možná pocházející z Ötziho vybavení, byly nalezeny plevy a zrna pšenice jednozrnky a ječmene a dále semena lnu a máku, stejně jako jádra trnek a různá semena plodů rostoucích ve volné přírodě. K prověření jídelníčku několika měsíců před smrtí byla provedena analýza jeho vlasů.
Pyl z prvního jídla ukázal, že ho Ötzi snědl v středohorském jehličnatém lese, další pyly indikují přítomnost pšenice a luštěnin, které mohly být domestikované druhy. Byla také objevena pylová zrna habrovce. Pyl se velmi dobře zachoval, buňky uvnitř zůstaly beze změny, což znamená, že v době Ötziho smrti byla čerstvá (několik hodin stará), což určuje dobu úmrtí na jaro. Pšenice jednozrnka se sklízí v pozdním létě a trnky na podzim; musely být uskladněny z předchozího roku.
Výpočetní tomografie v roce 2009 ukázala, že se žaludek posunul vzhůru k místu, kde by za normálních okolností byla dolní oblast plic. Analýza obsahu žaludku odhalila částečně strávené zbytky masa z kozorožce, které bylo potvrzeno analýzou DNA, což naznačuje, že měl jídlo méně než dvě hodiny před svou smrtí. Byla také nalezena pšeničná zrna. Výzkum z roku 2018 odhalil, že konzumované jídlo zřejmě nebylo čerstvé, nýbrž připravené dlouho před smrtí a vzaté s sebou jako zásoba na cestu.
V Ötziho vlasech byly nalezeny vysoké hodnoty mědi a arzénu. To, spolu s Ötziho měděnou čepelí sekery, která je z 99,7 % tvořena čistou mědí, vedlo vědce ke spekulacím, že Ötzi mohl být zapojený do procesu tavení mědi.
Zkoumáním proporce Ötziho holenní kosti, stehenní kosti a pánve americký profesor funkční anatomie z Univerzity Johnse Hopkinse Christopher Ruff určil, že Ötziho životní styl zahrnoval dlouhé pochůzky po kopcovitém terénu. Tento stupeň mobility není charakteristický pro jiné Evropany doby měděné. Ruff navrhl, že to může znamenat, že Ötzi byl horský pastevec.
Za použití moderní třírozměrné technologie byla pro Jihotyrolské archeologické muzeum v italském Bolzanu vytvořena rekonstrukce obličeje. Ukazuje Ötziho, který vypadá v 45 letech jako stařec, s hlubokýma hnědýma očima, vousy, svraštělým obličejem a propadlými tvářemi. Je vyobrazen tak, že vypadá unaveně a neupraveně.

### Zdraví
Ötzi měl ve střevech parazitickou hlístici druhu tenkohlavec lidský (Trichuris trichiura). Během vyšetření výpočetní tomografií bylo zjištěno, že tři nebo čtyři z jeho pravých žeber byla popraskaná tím, jak ležel po smrti tváří dolů nebo když led rozdrtil jeho tělo. Jeden z jeho nehtů (ze dvou nalezených) má tři Beauovy linie ukazující, že byl v posledních šesti měsících (konkrétně 8, 13 a 16 týdnů) před svou smrtí třikrát nemocný. Poslední choroba, asi dva měsíce předtím než zemřel, trvala přibližně dva týdny. Bylo také zjištěno, že mu v důsledku přirozeného procesu mumifikace v ledu chybí pokožka, nejsvrchnější vrstva kůže. Ötziho zuby vykazují značné vnitřní poškození způsobené kazy. Tyto orálně patologické stavy mohou být vyvolané vysokým obsahem sacharidů v jeho stravě. Analýza DNA v únoru 2012 ukázala, že Ötzi měl intoleranci na laktózu, což podporuje teorii, že nesnášenlivost laktózy byla v té době ještě obvyklá, a to navzdory rostoucímu šíření zemědělství a mlékárenství. Navíc měl genetickou predispozici ke kardiovaskulární chorobě, jejímž prvním příznakem je arterioskleróza. Jde o důkaz toho, že kardiovaskulární nemoci nejsou čistě civilizační chorobou. Vědci z Centra pro evoluční medicínu z Curyšské univerzity prozkoumali v roce 2013 znovu jeho zuby a zjistili jejich celkové výrazné opotřebení a zároveň onemocnění paradontózou v pokročilém stádiu – některé zuby byly obnažené až téměř ke kořenům. Ötzi si zuby pravděpodobně nečistil, nicméně jeho abrazivní strava (tvrdé minerály v mletých zrnech) významně pomohla k samočištění zubů.

### Kosterní detaily a tetování
Ötzi měl celkem 61 tetování skládající se z 19 skupin černých čar tlustých od 1 do 3 mm a dlouhých 7 až 40 mm. Patří mezi ně skupiny paralelních čar vedoucí podél podélné osy těla a na obou stranách bederní páteře, jakož i značka ve tvaru kříže za pravým kolenem a na pravém kotníku, a paralelní čáry kolem levého zápěstí. Největší koncentrace značek se nachází na nohách, kde je dohromady 12 skupin čar. Mikroskopickým vyšetřením vzorků odebraných z tohoto tetování bylo zjištěno, že bylo vytvořeno z pigmentu vyrobeného z popelu z ohniště nebo ze sazí.
Radiologické vyšetření Ötziho kostí ukázalo „věkem nebo zátěží podmíněné degenerace“, které odpovídají tetovaným oblastem, včetně osteochondrózy (odumírání kostní tkáně v důsledku přerušení kostní výživy) a mírné spondylózy v oblasti bederní páteře (poškození ploténky a následný tlak na nervy a míchu) a opotřebení a odtrhávací degenerace v koleně a především v kotníkových kloubech. Spekulovalo se, že toto tetování může být spojené s léčbou úlevy od bolesti podobné akupresuře nebo akupunktuře. Pokud ano, je to nejméně 2000 let před dříve známým nejranějším použitím v Číně (asi 1000 let př. n. l.). Nedávný výzkum archeologických nálezů starověkého tetování potvrzuje, že Ötzi je nejstarší doposud objevená tetovaná lidská mumie.

### Oblečení a obuv

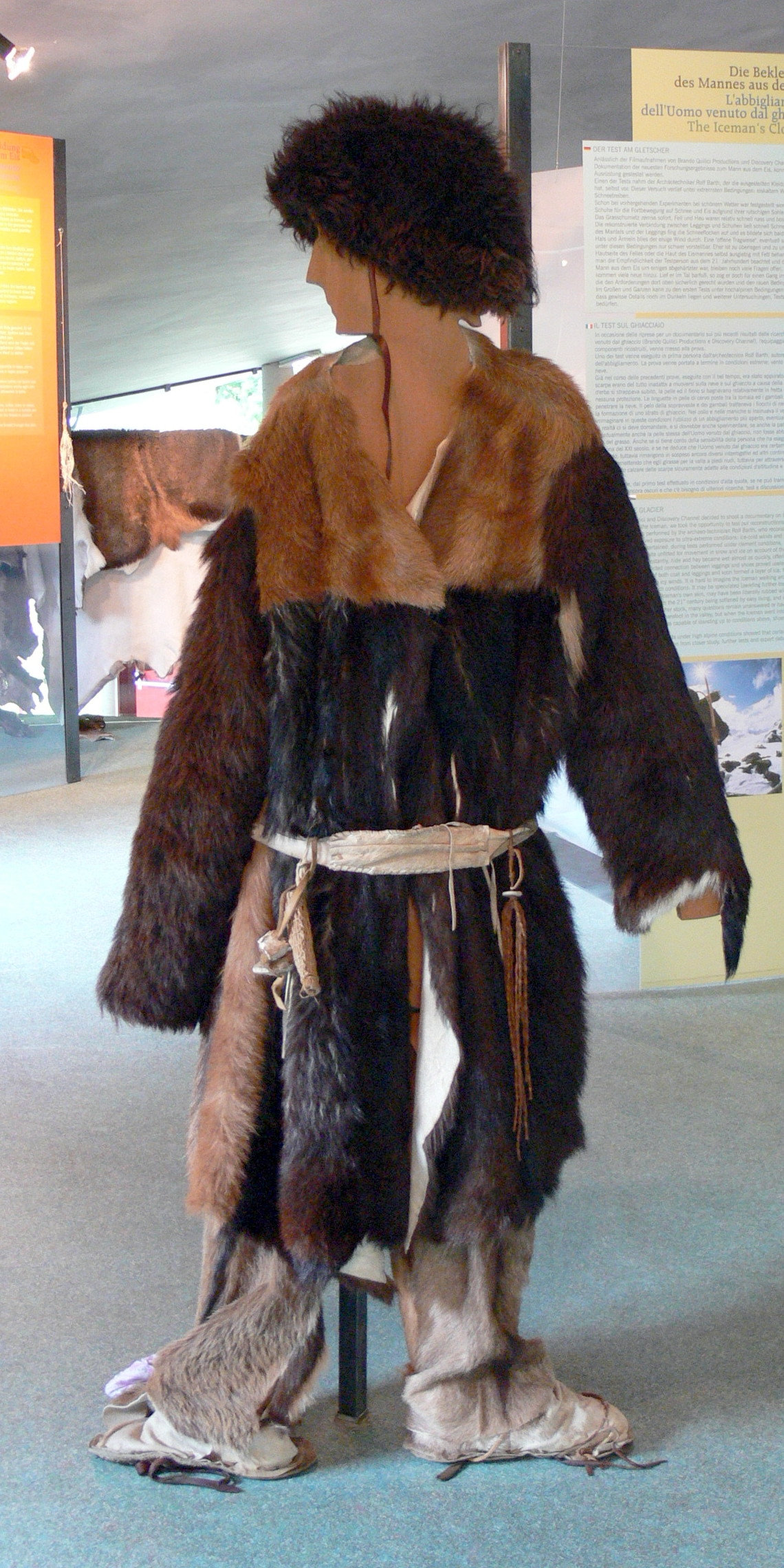
Rekonstrukce Ötziho eneolitických šatů v Archeoparku v údolí Schnals (Jižní Tyrolsko)

Ötziho oblečení bylo důmyslně zpracované. Měl na sobě plášť vyrobený z tkané trávy a kabát, opasek, pár přiléhavých kalhot („indiánského“ legínového typu, tedy v podobě dvou oddělených nohavic), bederní roušku a boty, to vše z usní z různých kůží a kožešin. Také nosil čepici z medvědí kožešiny s koženým řemínkem. Kabát, opasek, přiléhavé kalhoty a bederní rouška byly vytvořeny ze svislých pruhů kůže a sešity šlachami. Jeho opasek měl pouzdro šité tak, že obsahovalo skrýš s užitečnými věcmi: škrabadlem, vrtákem, vločkou z pazourku, kostním šídlem a sušenými houbami.
Boty byly zateplené a široké, podle všeho určené pro chůzi přes sníh; byly zkonstruovány za použití medvědí kůže na podrážky, jelení kůže na horní části a síťoviny vyrobené z kůry stromu. Měkká tráva obtočila nohu v botě a fungovala jako moderní ponožka. Obuv ovšem nebyla vodotěsná, mohlo do ní zatékat štěrbinami v podrážkách, avšak pokud vnitřní trávová výstelka zvlhla, byla zřejmě jednoduše vyměněna.

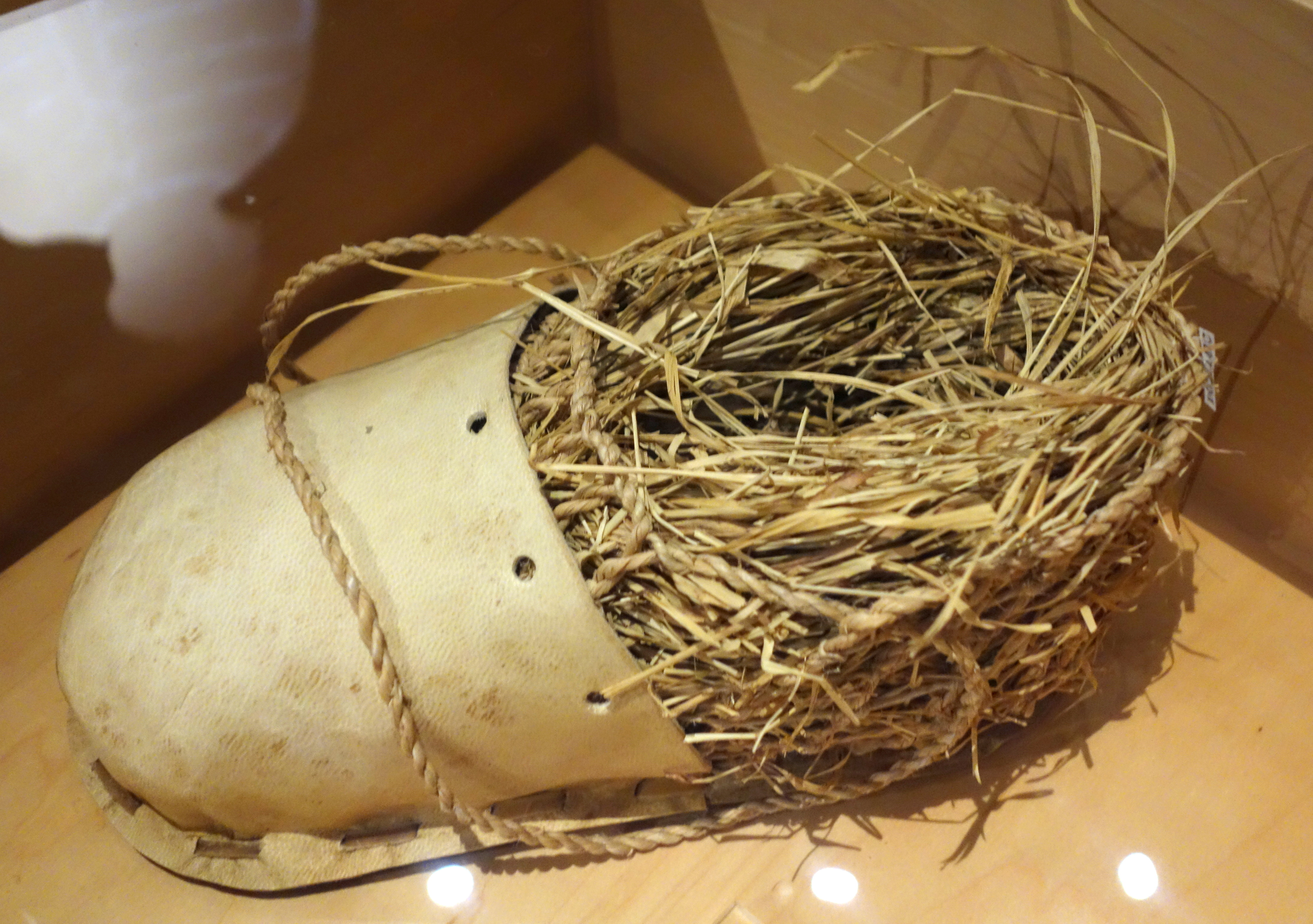
Rekonstrukce Ötziho boty

Technická archeoložka Anne Reichertová ocenila na replikách bot jejich pohodlnost, tepelný komfort a neklouzavou podrážku. Český vědec Petr Hlaváček, který vytvořil moderní podobu Ǒtziho bot, prohlásil: „Protože boty jsou vlastně docela složité, jsem přesvědčen o tom, že již před 5300 roky lidé měli ekvivalent ševce, který šil boty pro další lidi.“ Bylo zjištěno, že moderní replika představovala tak vynikající obuv, že jedna česká firma nabídla odkoupení práv k jejich prodeji. Novější hypotéza britské archeoložky Jacqui Woodové však tvrdí, že Ötziho „boty“ byly ve skutečnosti horní částí sněžnic. Podle této teorie je předmět, který je v současné době interpretována jako součást „batohu“, ve skutečnosti dřevěný rám a síťovina jedné ze sněžnic a zvířecí kůže na pokrytí plochy.
Kožená bederní rouška a skrytá část pláště byly vyrobeny z ovčí kůže. Genetická analýza ukázala, že ovce byla blíže k moderní domácí evropské ovci než k divokým ovcím; předměty byly vyrobeny z kůží nejméně čtyř zvířat. Část pláště byla vyrobena z domestikované kozy patřící do mitochondriální haploskupiny (společný předchůdce v samičí linii), která dnes obývá střední Evropu. Bederní rouška původně měřila na délku asi 1 metr a na šířku 33 cm. Při nošení byla protažena mezi nohama a upevněna k opasku, přičemž konce visely z obou stran dolů.
Plášť byl vyroben z několika zvířat dvou různých druhů a byl sešit dohromady za pomoci kůže, která byla v té době k dispozici.
Úzké kalhoty byly vyrobeny z kůže domestikované kozy. Podobný pár 6500 let starých kalhot objevených ve Švýcarsku byl také vyroben z kozí kůže, což naznačuje, že to mohl být materiál, který byl záměrně vybrán pro své specifické kvality (a ne třeba z kůže vlka, lišky nebo psa).
Tkaničky byly vyrobeny z geneticky evropské populace hovězího skotu. Toulec byl vytvořen z kůže divokého srnce, lem klobouku byl vyroben z genetické linie medvěda hnědého, který žije v tomto regionu i v současnosti. Práce výzkumníků z Irska a Itálie v časopise Scientific Reports ukazuje analýzu mitochondriální DNA, kterou získali z devíti fragmentů ze šesti částí jeho oděvů, včetně jeho bederního pásu a kožešinové čepice.

### Nástroje a vybavení

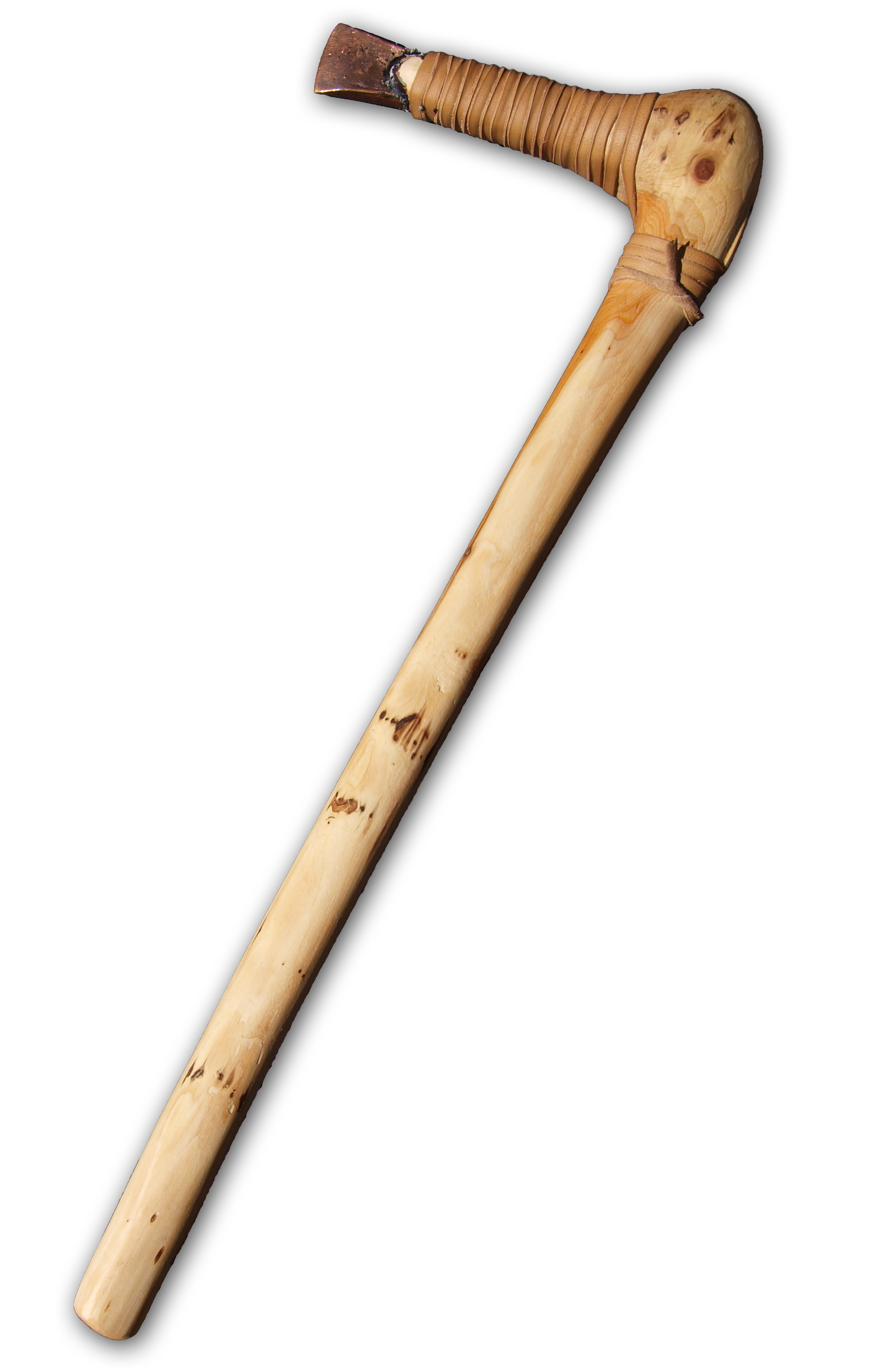
Moderní replika Ötziho měděné sekery

Další předměty nalezené u Ötziho byly měděná sekera s rukojetí z tisu, nůž (přesněji dýka) s čepelí z pazourku a rukojetí z jasanu a toulec se 14 šípy s dříky z kaliny tušalaj a dřínu. Dva z šípů, které byly zlomeny, byly zakončeny pazourkem a měly po třech stabilizačních křidélkách (zhotovených z dosud přesně neurčených letek většího ptáka), zatímco zbylých 12 zůstalo nedokončených a bez špičky. Stabilizační křidélka byla k dříku připevněna březovým lepidlem. Jeden šíp z těch dvou hotových a zlomených byl tzv. kompozitní, neboli byl složen ze dvou částí. Konrad Spindler k tomu uvádí: „… Jeho dřevěné střeliště bylo sestaveno ze dvou částí – krátké přední (10,5 cm) a delší zadní (72,2 cm). Poněkud zašpičatělý předek byl přitom zaklesnut do předního konce zadní části střeliště. Místo, na němž byly obě části do sebe zasunuty, je v délce minimálně 4 centimetrů přetřeno březovým tmelem a omotáno stejným kopřivovým vláknem jako křidélka.“
Šípy byly nalezeny v toulci spolu s provázkem z lýka, o němž se předpokládá, že to byl základ na tětivu. Nacházely se zde i dvě šlachy. Dále zde byl svazek 4 zkrácených parohů. Ty mohly sloužit zřejmě jako náhradní materiál pro různé nástroje. Jeden z velmi zvláštních nástrojů, který ležel pod mumií, byl tzv. retušér, který připomínal špačka tužky, a používal se k ostření pazourkových hrotů a čepelí. Ötzi měl také nedokončený tisový luk (chyběly například zářezy na tětivu), který byl 182 centimetrů dlouhý. Ještě dlouho po vyproštění zapáchal jako kravský hnůj. Příčinu zápachu se nepodařilo odhalit, možná byl napuštěn nějakým impregnačním prostředkem. Technický archeolog Harm Paulsen vytvořil repliku Ötziho luku, kterou následně zkoušel. Maximální dostřel této zbraně byl okolo 180 metrů, přičemž lov zvířat mohl být s velkou přesností a razancí prováděn na vzdálenost 30 až 50 metrů.
Ötziho měděná sekera je předmětem mimořádného zájmu. Rukojeť sekery je 60,8 cm dlouhá a je vyrobena z pečlivě vybraného tisu s pravoúhlým ohybem v rameni, který vede k čepeli. Pevnost v ohybu je značná, neboť jde vlastně o pahýl větve, která vyrůstala z kmene. Celkem 9,5 (Spindler uvádí 9,3) cm dlouhá hlava sekery je z téměř čisté mědi (99,7 %; zbytek tvoří arsen a stříbro), vyrobené kombinací odlévání, kování za studena, leštění a broušení. Hlava byla vložena do vidlicovitého konce ohbí a tam pevně pomocí březového dehtu a těsného koženého opletu upevněna. Čepelová část hlavy se rozšiřuje z opletu a vykazuje jasné známky toho, že byla použita pro sekání a řezání. V té době byla taková sekera cenným majetkem, důležitá jako nástroj i jako symbol společenského postavení pro nositele. Archeolog Harm Paulsen repliku sekery testoval a zjistil, že mohla být bez problémů používána jako nástroj či zbraň, bylo ovšem třeba použít jinou techniku než u současných seker. Například při kácení stromu se místo masivních silných úderů sekalo menšími ranami a více frekvenčně.

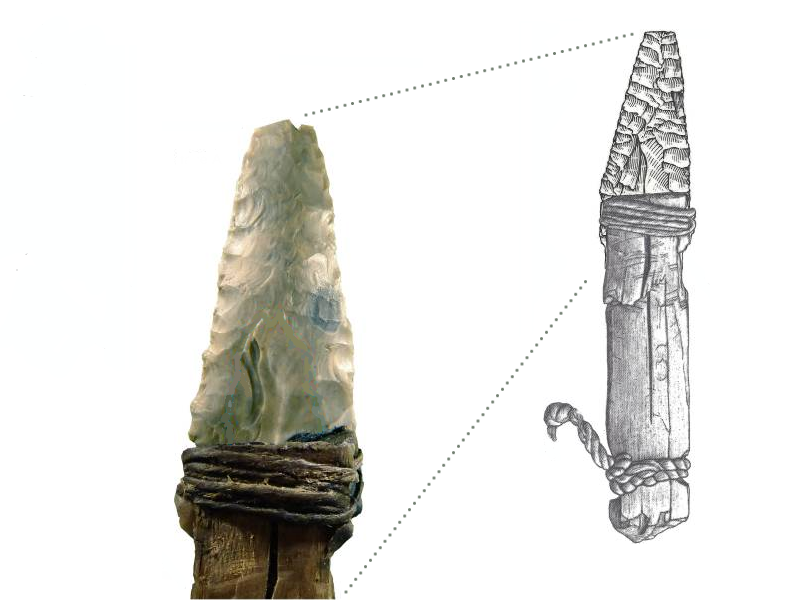
Fotografie čepelové části dýky a nákres celé dýky

Dýka měří i s rukojetí 12,8 cm. Čepel je 6,4 cm dlouhá, oboustranně ostřená a k rukojeti je připevněná provázky. Špičku má ulomenou (chybějící část by byla asi 9 mm dlouhá). Na čepeli se našly stopy krve. Rukojeť byla zřejmě dlouhým provázkem spojená s opaskem, aby se minimalizovala možnost ztráty této zbraně. Pochva měří 12 cm a je zhotovená z lipového lýka.

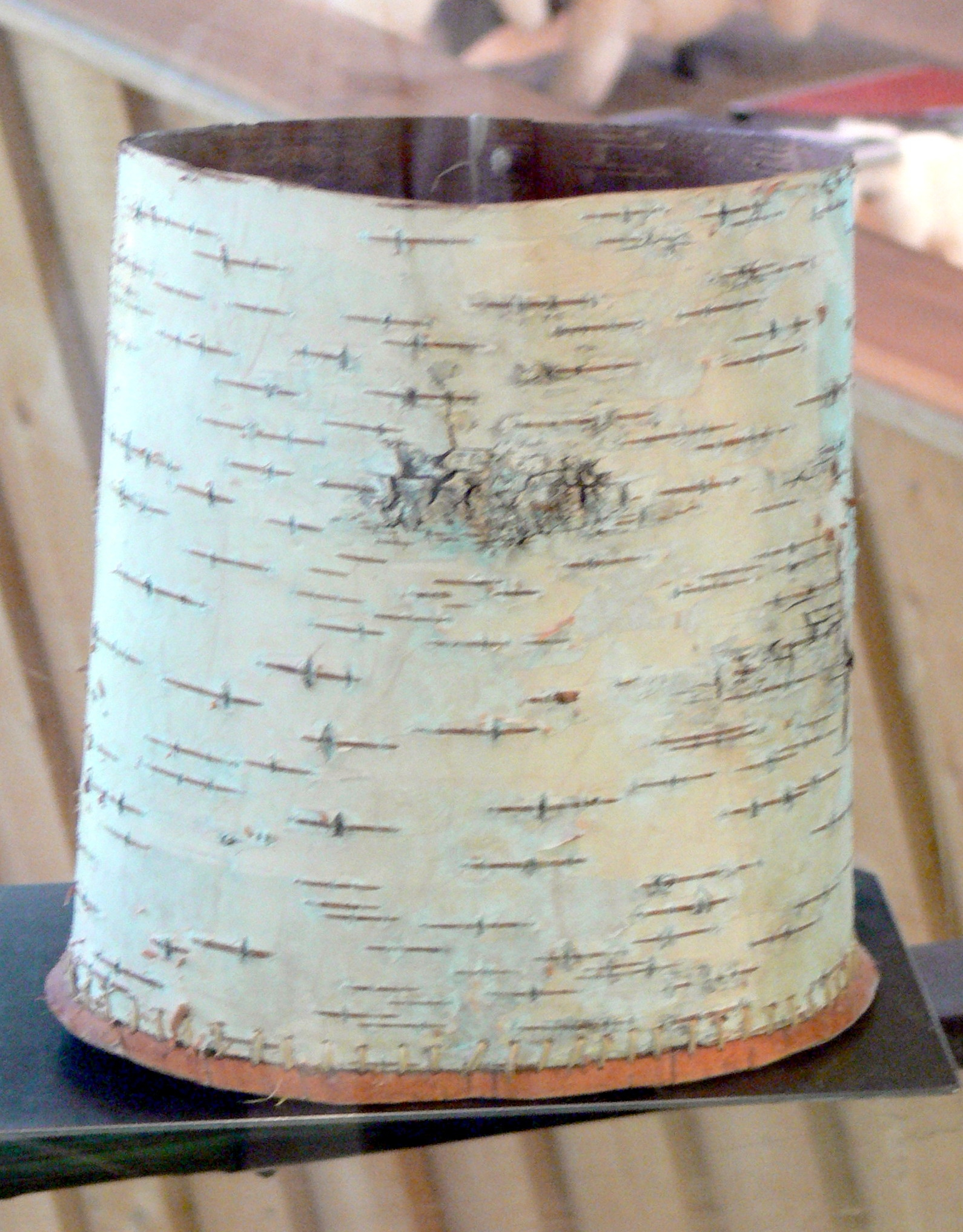
Rekonstrukce nádoby z březové kůry

Kromě toho mezi Ötziho majetkem bylo bobulovité ovoce, dva košíky z březové kůry a dva druhy chorošovitých hub s koženými provázkem skrz ně. O jedné z nich, březovníku obecném, je známo, že má projímavé, antibiotické a anthelmintické (proti parazitickým červům) účinky a byla pravděpodobně používána pro léčebné účely. Druhý byl druh houby troudnatec kopytovitý, která je součástí toho, co se zdá být souborem výbavy pro rozdělávání ohně. Celkem výbava zahrnovala 18 různých druhů rostlin a dřeva. Dále obsahovala různé malé speciální čepele, určené například k vrtání děr.
Ötzi měl rovněž několik nástrojů vyrobených z provázků. Šlo o síťku určenou nejspíše na lov ptáků a králíků a dále zvláštní síť zakončenou kamenným provrtaným diskem určenou pravděpodobně k transportu mrtvých ptáků (každý přivázaný za krk k jednomu provázku). Dvě válcovité nádoby vyrobené z břízy byly nejspíše určené k přepravě žhavých uhlíků. V jedné se našly zbytky dřevěného uhlí a čerstvých (tehdy) javorových listů. K přepravě většího nákladu sloužila krosna, jejíž podpěrná konstrukce byla ze dřeva a vak ze zvířecích kožešin a kůží.

### Genetická analýza
Ötziho celý genom byl poprvé sekvenován v roce 2012. V roce 2023 byl zveřejněn nový genom s velkým rozsahem a mnohem menší kontaminací moderním člověkem.
Podle studie z roku 2012 dle chromozómu Y, děděného z otce na syna, nejmladší Y-haploskupina byla identifikována jako G2a4-L91 (G2a1b2-PF3146). Tato haploskupina je velmi vzácná a v současnosti se ve významných procentech nachází jen v relativně izolované populaci na Korsice a v severní Sardinii. Na základě porovnání celého genomu se předpokládá, že výskyt této haploskupiny představující neolitickou populaci, se (až na výjimky) v původní oblasti rozšíření od doby měděné značně snížil. Byl součástí migrace raných evropských zemědělců, kteří ve velkém počtu migrovali z Anatolie do Evropy během 7. tisíciletí př. n. l. a nahradili dřívější evropské lovce a sběrače jako dominantní populaci. Původní DNA analýza také ukázala, že měl vysoké riziko aterosklerózy a nesnášenlivost k laktóze a že se ve vzorcích nachází sekvence bakterie Borrelia burgdorferi, čímž by šlo o nejstaršího známého člověka s lymskou boreliózou. Pozdější analýza zjistila, že sekvence patří jinému druhu bakterií rodu Borrelia. Práce paleoantropologa Johna Hawkse z roku 2012 naznačuje, že Ötzi měl vyšší míru neandertálského původu než moderní Evropané.
Studie Ötziho genomu z roku 2023 zjistila velmi vysoký podíl (90 %) anatolských zemědělců - ve skutečnosti nejvyšší mezi evropskými populacemi téže doby - a menší podíl evropských lovců a sběračů, ale (na rozdíl od výzkumu z roku 2012) žádné důkazy o stepních předcích, přičemž nesoulad s předchozími výsledky byl připsán kontaminaci moderním člověkem. Zatímco nepřítomnost genetických komponent ze západostepních pastevců (WSH) v Ötziho genomu není překvapivá, protože tyto „protoindoevropské“ populace přišly do Evropy až kolem roku 2900 př. n. l., neobvykle nízký příspěvek západních lovců-sběračů byl vysvětlen předpokladem, že genetické míšení mezi neolitickými zemědělci pocházejícími z Anatolie a západních lovců-sběračů bylo stále probíhajícím procesem. Také při zkoumání genetických míst podílejících se na fenotypových znacích autoři dospěli k závěru, že Ötzi měl mimo jiné pravděpodobně tmavší pleť než dnešní Evropané, ale ne tak tmavou jako mezolitičtí západní lovci-sběrači, a byl pravděpodobně postižen plešatostí a mohl trpět metabolickými poruchami souvisejícími s obezitou. Článek také ponechává prostor pro environmentální faktory jako příčinu jejich tmavší pleti, takže v budoucnu bude nutné provést další studie.
V rámci historicko-genetické studie o kolonizaci tyrolského alpského regionu z roku 2013 našli badatelé z Innsbrucku haploskupinu G-L91 u 19 z 3713 tyrolských mužů, kteří se zúčastnili výzkumu; stáří této haploskupiny se odhaduje na 10 000 let. Jedná se tedy o Ötziho žijící příbuzné.
Analýza jeho mitochondriální DNA prokázala, že Ötzi patří do K1 skupiny, ale nelze ho zařadit do žádné ze tří moderních odnoží této skupiny (K1a, K1b nebo K1c). Nová skupina pro Ötziho byla předběžně pojmenována K1ö. Studie byla schopna potvrdit, že Ötziho mtDNA patří do dříve neznámého evropského mtDNA kladu s velmi omezeným výskytem mezi moderními datovými sadami. Autozomální DNA je Ötzi nejúžeji spojen s Jihoevropany, zejména geograficky izolovanými populacemi, jako jsou Korsičané a Sardové.

### Krev
V květnu 2012 vědci oznámili objev, že Ötzi má stále zachované neporušené červené krvinky. Jedná se o nejstarší kompletní lidské krvinky, které kdy byly určeny. Ve většině těl podobného stáří se krevní buňky najdou buď svraštělé, nebo pouhé jejich zbytky, ale ty Ötziho mají stejné rozměry jako živé červené krvinky a připomínají vzorek z moderní doby.

### Analýza patogenní žaludeční bakterieHelicobacter pylori
V roce 2016 vědci ohlásili studii z výtažku dvanácti vzorků z gastrointestinálního traktu Ötziho. Analyzovali původ Helicobacter pylori v jeho střevech. Bakteriální kmen H. pylori nalezený v jeho trávicím traktu byl překvapivě kmen hpAsia2, jenž se dnes vyskytuje především v jihoasijských a středoasijských populacích s extrémně vzácným výskytem v moderních evropských populacích. Kmen nalezený ve střevech Ötziho je nejvíce podobný třem současným jednotlivcům ze severní Indie; nicméně sám kmen je starší a předchází modernímu severoindickému kmeni.

## Příčina smrti

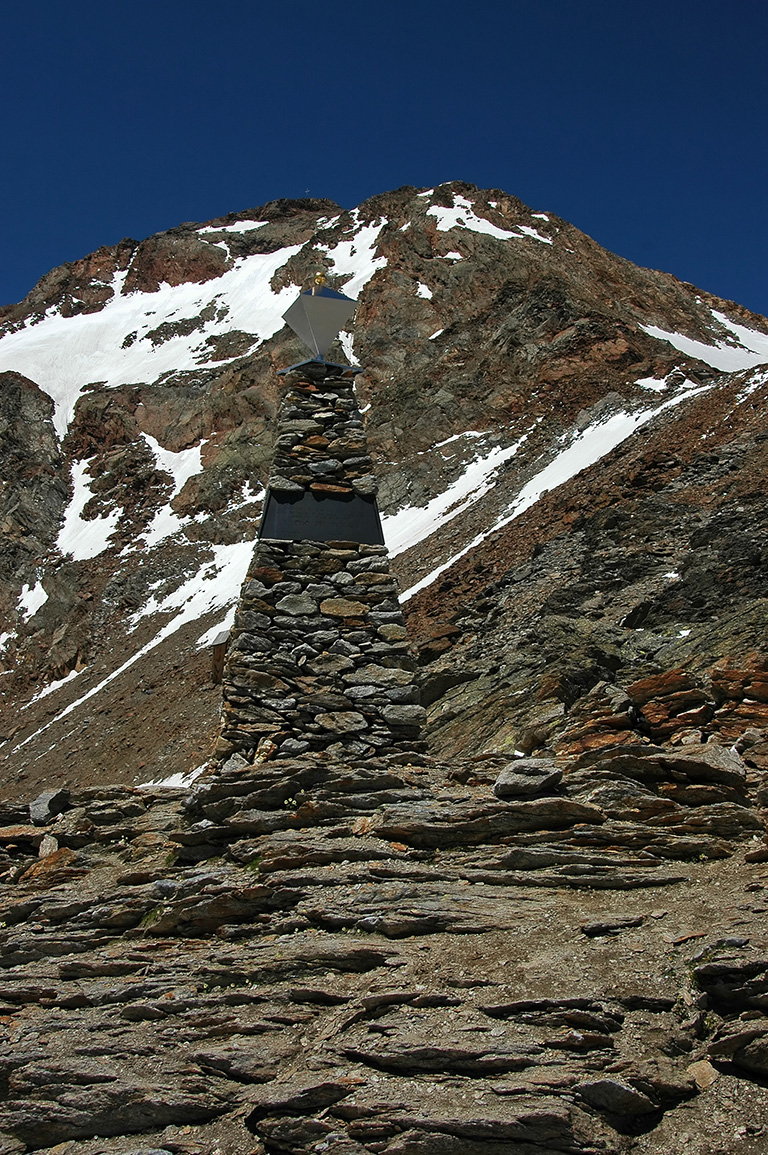
Ötziho památník u Tisenjoch. Ötzi byl nalezen asi 70 m severovýchodně odsud, místo je označeno červenou značkou. Hora v pozadí je Finailspitze

Zpočátku se věřilo, že Ötzi zemřel na podchlazení během zimní bouře. Později se spekulovalo, že mohl být obětí rituálního obětování snad proto, že byl náčelník. Toto vysvětlení bylo inspirováno teoriemi vytvořenými na základě těl z prvního tisíciletí př. n. l. získaných z rašelinišť, jako je například Tollundský muž a Lindowský muž.
Rentgen a výpočetní tomografie v roce 2001 ukázaly, že Ötzi měl v době úmrtí v levém rameni uvízlý hrot šípu a odpovídající malou trhlinku na kabátu. Objev hrotu šípu byl výzvou vědcům teoretizovat, zda Ötzi zemřel na ztrátu krve z rány, což by bylo pravděpodobně smrtelné, i kdyby byly k dispozici moderní lékařské postupy. Další výzkum zjistil, že dřík šípu byl odstraněn před smrtí a detailní prohlídka těla našla podlitiny a řezy na rukou, zápěstí a hrudníku a mozkové poranění svědčící o úderu do hlavy. Jeden z řezů byl do spodní části palce, dosáhl až na kost a neměl před smrtí čas, aby se zahojil. Předpokládá se, že Ötzi vykrvácel poté, co šíp rozbil lopatku a poškodil nervy a cévy předtím, než uvízl v blízkosti plic.
Nedávné analýzy DNA tvrdí, že odhalily stopy krve na jeho výbavě od dalších nejméně čtyř osob: jedna z jeho nože, dvě ze stejného hrotu šípu a čtvrtý z kabátu Interpretace těchto zjištění je, že Ötzi zabil dva lidi stejným šípem a v obou případech si šíp vzal zpět; a krev na jeho kabátě byla zřejmě od zraněného druha, kterého mohl přenášet na zádech. Ötziho držení těla při smrti (zmrzlé tělo lícem dolů, levá paže ohnutá přes hrudník) by mohlo podpořit teorii, že předtím, než došlo k úmrtí a nastala posmrtná ztuhlost, byl otočen na břicho ve snaze odstranit z něj dřík šípu.
V roce 2010 byla navržena teorie, podle níž Ötzi zemřel v mnohem nižší nadmořské výšce a že byl pohřben vysoko v horách, jak předpokládal archeolog Alessandro Vanzetti a jeho kolegové z římské Univerzity La Sapienza. Podle studie předmětů nalezených poblíž Ötziho a jejich umístění je možné, že Ötzi byl položen na místo, které lze interpretovat jako kamennou mohylu, ale byl následně přesouván dolů s každým cyklem tání, které vytvořilo tekutou vodnatou směs poháněnou gravitací, předtím než znovu zmrzla. Archeobotanik Klaus Oeggl z Univerzity Innsbruck souhlasil s tím, že takto popsaný přirozený proces pravděpodobně způsobil pohyb těla z horského hřebenu. Zároveň poukázal na to, že práce neposkytla žádné přesvědčivé důkazy o tom, že rozptýlené kameny představovaly pohřební plošinu. Fyzický antropolog Albert Zink navíc tvrdí, že Ötziho kosti neukazují žádné narušení, které by vyplynulo z klouzání z kopce a že neporušené krevní sraženiny v ráně od šípu by se projevily poškozením v případě, že by jeho tělo bylo přesunuto nahoru do hor. V každém případě pohřební teorie neodporuje možnosti násilné příčiny smrti.

## Právní spory
Italské právní normy dávaly nálezcům Simonovým nárok na nálezné od jihotyrolské zemské vlády ve výši 25 % z ceny Ötziho. V roce 1994 úřady nabídly „symbolickou“ odměnu 10 milionů lir (5200 €), kterou Simonovi odmítli. V roce 2003 Simonovi podali žalobu, kterou se domáhali, aby soud v Bolzanu uznal jejich roli v Ötziho nalezení a vyhlásil je jako jeho „oficiální objevitele“. Soud rozhodl ve prospěch Simonových v listopadu 2003 a na konci prosince tohoto roku Simonovi oznámili, že požadují v přepočtu 300 000 amerických dolarů jako svoje nálezné. Provinční vláda se rozhodla odvolat.
Kromě toho další dva lidé přišli s tvrzením, že byli součástí stejné horolezecké skupiny, která narazila na Ötziho a poprvé objevila jeho tělo:
- Magdalena Mohar Jarcová, bývalá slovinská horolezkyně, která tvrdila, že objevila mrtvolu jako první po pádu do pukliny, a krátce po návratu k horské chatě požádala Helmuta Simona, aby Ötziho vyfotografoval. Citovala Reinholda Messnera, který byl toho dne také přítomen v horské chatě.[85]
- Sandra Nemethová ze Švýcarska, která tvrdila, že našla mrtvolu před Helmutem a Erikou Simonovými, a že plivla na Ötziho, aby měla jistotu, že její DNA bude později na jeho těle nalezena. Požádala o test DNA na zbytcích, ale odborníci věří, že existuje jen malá šance na nalezení nějaké stopy.[86]

V roce 2005 byly soupeřící požadavky projednávány soudem v Bolzanu. Spor nazlobil paní Simonovou, která tvrdila, že žádná jiná žena nebyla v den objevu přítomná na hoře. V roce 2005 právník paní Simonové řekl: „Paní Simonová je velmi rozrušená tím vším – tím, že se tito dva noví žadatelé rozhodli objevit až 14 let poté, co byl Ötzi nalezen.“ V roce 2008 však Jarcová uvedla pro slovinské noviny, že napsala dvakrát do Bolzana k soudu, pokud jde o její tvrzení, ale vůbec neobdržela odpověď.
V roce 2004 Helmut Simon zemřel. O dva roky později v červnu 2006 odvolací soud potvrdil, že Simonovi vskutku objevili Ötziho, a proto měli nárok na nálezné. Soud rovněž rozhodl, že provinční vláda musí Simonovým zaplatit soudní náklady. Po tomto rozhodnutí Erika Simonová snížila svůj nárok na 150 000 €. Odpověď provinční vlády spočívala v tom, že při určení nálezného by měly být zohledněny výdaje, které vznikly při založení muzea, a náklady na Ötziho zachování. Vláda trvala na tom, že nebude platit více než 50 000 €. V září 2006 se úřad odvolal k nejvyššímu soudu v Itálii, ke kasačnímu soudu.
Dne 29. září 2008 bylo oznámeno, že provinční vláda a paní Simonová dosáhly urovnání sporu, podle něhož obdrží 150 000 € a uznání, že se svým zesnulým manželem objevili Ötziho.

## „Ötziho prokletí“
Pod vlivem „prokletí faraonů“ a mediálních témat prokletých mumií se objevují tvrzení, že Ötzi je prokletý. Tvrzení se točí kolem smrti několika lidí spojených s objevem, získáním a následným Ötziho zkoumáním. Uvádí se, že tyto osoby zemřely za záhadných okolností. Patří k nim spoluobjevitel Helmut Simon a Konrad Spindler, který jako první v roce 1991 zkoumal mumii v Rakousku. K dnešnímu dni zemřelo sedm osob, z nichž čtyři následkem nehod, které byly přičítány údajnému Ötziho prokletí. Do jeho výzkumu byly ve skutečnosti zapojeny stovky lidí a další osoby stále pracují na studiu těla a u něj nalezených artefaktů. Nebylo prokázáno, že skutečnost, že malé procento z nich zemřelo v průběhu let, je statisticky významná.

## Ohlasy vumění

### Filmy
- Záhada ledového muže (2019)
- Der Mann aus dem Eis (2017)
- Mumie ožívají: Ledový muž Ötzi (2015)
- Ötzi: Archeologický detektivní příběh (2011)
- Smrt muže z ledovce (2008)
- The Iceman Murder (2005), televizní film.
- Objevování pravdy: Ledový muž přichází (2005)
- Pravěký muž z údolí Ötz (1999). Tento film byl natočen ještě předtím, než došlo k objevu hrotu šípu v Ötziho těle. Interpretace jeho smrti je tudíž zastaralá.

#### Články
- DICKSON, James Holms. Otzi's Last Journey [online]. Institute of Biodiversity, Animal Health and Comparative Medicine, University of Glasgow, 28. červen 2005 [cit. 2007-03-17]. Dostupné v archivu pořízeném dne 2014-05-15. (anglicky)
- FOWLER, Brenda. The Iceman's last meal [online]. NOVA Online, PBS, listopad 2002 [cit. 2007-03-17]. Dostupné online. (anglicky)
- KELLER, Andreas, et al. New insights into the Tyrolean Iceman's origin and phenotype as inferred by whole-genome sequencing. Nature Communications [online]. 28. únor 2012 [cit. 2012-04-25]. Dostupné online. doi:10.1038/ncomms1701. (anglicky)
- KENNEDY, Frances. Oetzi the Neolithic Iceman was killed by an arrow, say scientists. The Independent [online]. 25. červenec 2001. Dostupné online. (anglicky)
- MACINTYRE, Ben. We know Oetzi had fleas, his last supper was steak ... and he died 5,300 years ago. The Times [online]. 1. listopad 2003. Dostupné online. (anglicky)
- MURPHY, William A., Jr.; ZUR NEDDEN, Dieter; GOSTNER, Paul; KNAPP, Rudolf; RECHEIS, Wolfgang; SEIDLER, Horst. The Iceman: Discovery and imaging. Radiology.  Oak Brook, IL:  24. leden 2003, sv. 226, čís. 3, s. 614–629. Dostupné online. ISSN 0033-8419. doi:10.1148/radiol.2263020338. PMID 12601185. (anglicky)
- O’SULLIVAN, Niall J.; TEASDALE, Matthew D.; MATTIANGELI, Valeria; MAIXNER, Frank. A whole mitochondria analysis of the Tyrolean Iceman’s leather provides insights into the animal sources of Copper Age clothing. Scientific Reports. Springer Nature, 2016-08-18, roč. 6, čís. 1. ISSN 2045-2322. doi:10.1038/srep31279. (anglicky)

#### Knihy
- BORTENSCHLAGER, Sigmar; OEGGL, Klaus. The Iceman and His Natural Environment: Palaeobotanical Results. Wien; New York, N.Y.: Springer, 2000. Dostupné online. ISBN 3-211-82660-2. (anglicky)
- DEEM, James. Bodies from the Ice. Boston: Houghton Mifflin, 2008. Dostupné v archivu pořízeném dne 2011-06-29. ISBN 0-618-80045-X. S. 64. (anglicky)
- FLECKINGER, Angelika; STEINER, Hubert. L'Uomo Venuto dal Ghiaccio [The Man who Came from the Ice]. Bolzano: Folio, 2000. ISBN 88-86857-03-9. (italsky)
- FLECKINGER, Angelika. Ötzi, the Iceman. Bolzano: Folio, 2018. 120 s. ISBN 978-3-85256-751-8. (anglicky)
- FOWLER, Brenda. Iceman: Uncovering the Life and Times of a Prehistoric Man Found in an Alpine Glacier. New York, N.Y.: Random House, 2000. Dostupné online. ISBN 0-679-43167-5. (anglicky)
- DE MARINIS, Raffaele C.; BRILLANTE, Giuseppe. La Mummia del Similaun: Ötzi, l'Uomo Venuto dal Ghiaccio [The Mummy of the Similaun: Ötzi, the Man who Came from the Ice]. Benátky: Marsilio, 1998. ISBN 88-317-7073-X. (italsky)

- SPINDLER, Konrad. Muž z ledovce. Praha: Mladá fronta, 1998. 301 s. ISBN 80-204-0704-9.
- SPINDLER, Konrad. The Man in the Ice: The Preserved Body of a Neolithic Man Reveals the Secrets of the Stone Age. Překlad Ewald Osers. London: Phoenix, 2001. Dostupné online. ISBN 0-7538-1260-6. (anglicky)